# أنتيماكيا (دوديكانيسوس)
أنتيماكيا (Αντιμάχεια) هي مدينة في دوديكانيسوس في اليونان.
يبلغ عدد سكانها حوالي 2135   نسمة.